# Sulzbach (Pfaffenhofen an der Ilm)
Sulzbach (ⓘ) ist ein Gemeindeteil der  Kreisstadt Pfaffenhofen an der Ilm im oberbayerischen Landkreis Pfaffenhofen an der Ilm. Das Dorf liegt circa vier Kilometer westlich von Pfaffenhofen.

## Geschichte
Die 1818 mit dem zweiten bayerischen Gemeindeedikt begründete Gemeinde Sulzbach umfasste insgesamt 15 amtlich benannte Orte, nämlich neben Sulzbach die Orte und Weiler Brunnhof, Buchhof, Doderhof, Ebenhof, Fürholzen, Holzried, Kienhöfe, Kleineberhof, Köhlhof, Menzenbach, Menzenpriel, Pernzhof, Schabenberg und Wolfsberg. Der Ort wurde im 19. Jahrhundert teilweise von Mennoniten aus der Rheinpfalz bewohnt. Die Gemeinde verlor am 1. Januar 1972 ihre Selbstständigkeit und wurde in die Kreisstadt Pfaffenhofen an der Ilm eingegliedert.